# گمزه بولوت
گمزه بولوت (انگلیسی: Gamze Bulut؛ زادهٔ ۳ اوت ۱۹۹۲) ورزشکار دو ۱۵۰۰ متر اهل ترکیه است.